# Tulzscha
Tulzscha, även kallad "Den gröna lågan" (The Green Flame), är en fiktiv gudalik varelse skapad av H. P. Lovecraft. I Cthulhu-mytologin är Tulzscha en yttre gud (Outer God). Varelsen dansar i demonsultanen Azathoths hov och dess fysiska form är en pelare i form av en sjukligt grönaktig låga som inte avger någon värme.
Tulzscha beskrivs i H. P. Lovecrafts novell "Festivalen" (1925).